# Mikko Hauhia
Mikko Hauhia (Lahti, 3 de setembro de 1984) é um futebolista finlandês que já atuou no FC Lahti, e no HJK Helsinki.